# Инопланетянин в чужом теле
«Инопланетянин в чужом теле» (англ. The Borrower) — американский фантастический фильм режиссёра Джона Макноутона по пьесе Мэйсона Нейджа. Лауреат престижного МКФ фантастического кино в Ситхесе (Испания).

## Сюжет
Полицейская Дайана Пирс (Рэй Дон Чонг) с напарником пытаются понять, отчего это все последние жертвы лишились своих голов. Оказывается это пришелец, сосланный в наказание в ссылку на Землю, берёт их взаймы, вместе с головой он заимствует привычки, образ жизни и даже профессии. Во что превратится Инопланетянин, стащивший голову пса?
Остроумный, но не очень пугающий ужастик.

## В ролях
- Рэй Дон Чонг— Дайана Пирс
- Антонио Фаргас — Джулиус
- Дон Гордон — Чарльз Кригер
- Том Таулес — Боб Лейни
- Роберт Драйер — инопланетянин
- Мэдхен Амик — Меган
- Тони Амендола — доктор Шивер

## Интересные факты
- Это второй фильм режиссёра Джона Макноутона, дебютировавшего слэшером «Генри: портрет убийцы-маньяка»
- В соответствии с Системой возрастной классификации кинопоказа в России, лента имеет категорию: «Фильм разрешен для показа зрителям, достигшим 16 лет».

## Призы
1991 — Международный фестиваль фантастических фильмов в Каталонии-Ситхес — специальный приз жюри за лучшие спецэффекты